# Pulchrana rawa
Pulchrana rawa es una especie de anfibio anuro de la familia Ranidae.

## Distribución geográfica
Esta especie es endémica de la provincia de Riau en Sumatra, Indonesia.

## Descripción
El holotipo masculino mide 26 mm.

## Publicación original
- Matsui, Mumpuni & Hamidy, 2012 : Description of a new species of Hylarana from Sumatra (Amphibia, Anura). Current Herpetology, vol. 31, n.º 1, p. 38-46.[3]